# ブカ (ウズベキスタン)
ブカ (ラテン文字:Boka, Buka、ウズベク語: Boʻka /  Бўка、ロシア語: Бука) はウズベキスタン・タシュケント州の都市である。州都のタシュケントからは南に約65kmの位置にある。タジキスタンとの国境からは約20kmである。2012年の人口は22,177人となっている。「ボカ」と表記されることもある。

## 概要
1968年に都市として設立された。街の主な産業は織物産業である。